# Lina Prokófieva
Carolina Codina Nemískaya (Madrid, 21 de octubre de 1897-Londres el 3 de enero de 1989), conocida artísticamente como Lina Llubera y posteriormente como Lina Prokófieva, fue una soprano española.
Sus padres, Juan Codina (nacido español) y Olga Nemískaya (nacida rusa, aunque con antepasados alsacianos y polacos), eran cantantes profesionales. Se habían conocido en Milán, mientras estudiaban para ser cantantes de ópera, profesión en la que tuvieron éxito tanto en Europa como en América. Así, aunque Lina nació en Madrid, su niñez y educación se desarrollaron en Nueva York. Después del Instituto, estudió costura, danza y canto. Aprendió también mecanografía y a manejar maquinaria de oficinas, con vistas a un posible trabajo como secretaria. Sin embargo, se dedicó finalmente en la zona de Nueva York a colaborar en proyectos para mujeres revolucionarias no bolcheviques. 
El 10 de diciembre de 1918, asistió a un concierto de Serguéi Prokófiev en aquella ciudad. Una vez presentados, la relación entre ambos se fue consolidando a lo largo de 1919. En el verano de 1920, aún sin casarse, se fueron a París, donde el compositor tenía compromisos profesionales. Lina aprovechó para, durante los dos años siguientes, realizar estudios vocales en Italia. La relación no terminaba de resolverse en matrimonio, tanto por la actividad profesional de él como por las inseguridades de ella, que la llevaban a quejarse de que él no la ayudaba a potenciar su carrera de cantante (algo de lo que Prokófiev, a su vez, se quejó también). Aunque él la ayudó económicamente en su formación, se mantuvo distante respecto de favorecerla simplemente por la amistad que tenían.
Pasaron juntos el verano de 1922 en Ettal, Baviera, Alemania.
El 17 de diciembre, Lina recibió una carta de Serguéi en la que reconocía su amor por ella y le anunciaba que la famosa cantante Lilli Lehmann estaba dispuesta a acogerla como alumna. 
El 8 de octubre de 1923, se casaron en Ettal, movidos en última instancia porque Lina se había quedado embarazada. El niño, Sviatoslav, nació el 27 de febrero de 1924.
Durante la segunda mitad de la década, el éxito de Prokófiev fue grande y, como consecuencia de ello, el contraste con la vida de su mujer fue motivo de fuertes tensiones. Además, las aptitudes musicales de ella no terminaron de desarrollarse plenamente debido, en parte, a su miedo escénico y, en ocasiones, a la falta de fiato. Acudieron a la Ciencia Cristiana y a sus métodos de autoayuda para intentar solucionar el problema, aunque no hay pruebas de que lo consiguiese. 
En 1936, se trasladaron a Moscú, en la creencia de que el estalinismo se estaba relajando. Sin embargo, en agosto Stalin empezó las purgas contra los miembros de su propio partido. Lina expresó sus deseos de volver a París, pero Serguéi no lo consideró necesario. 
En el verano de 1938, tomaron sus vacaciones por separado (según una costumbre soviética). En la localidad montañosa donde se alojó, Serguéi conoció a Mira Mendelson, estudiante de literatura y admiradora de su música, y se enamoraron.
En el otoño de 1941, ante la proximidad de las tropas alemanas, Serguéi y otros intelectuales fueron evacuados al Cáucaso. Lina decidió quedarse en Moscú con sus dos hijos. Trabajó como traductora para la agencia de noticias Sovinformburó y, desde la distancia, recibió la ayuda económica de su marido, quien había afianzado su relación con Mira. De hecho, el 15 de enero de 1948, se casó con ella, sin que la anterior boda con Lina fuese impedimento pues no había sido inscrita como tal en ningún consulado soviético. 
El 10 de febrero, el Politburó condenó la música formalista, en la que se incluía a Prokófiev. Diez días después, Lina fue acusada de espionaje (basándose en las continuas visitas de ésta a embajadas extranjeras), siendo condenada a trabajar veinte años en un campo de régimen severo.
Tras la muerte de Stalin el 5 de marzo de 1953 (el mismo día en que murió Prokófiev), Lina fue liberada en junio de 1956. En 1957, se reconoció oficialmente su inocencia, se le entregó un certificado de su matrimonio con Prokófiev y una pensión como viuda soviética. 
En 1974, abandonó la Unión Soviética y se instaló en Londres, donde creó una fundación para preservar el legado de su marido.
Falleció en Londres el 3 de enero de 1989, a la edad de 91 años, y fue enterrada en la localidad francesa de Meudon.